# Barakwe
Barakwe est l'un des 23 villages de la commune de Mbengwi, département de la Momo de la région du Nord-Ouest du Cameroun.

## Population
Lors du recensement de 2005, la localité comptait 219 habitants.
Une étude locale de 2011 a évalué la population à 950 personnes.

## Équipements
Le village de Barakwe accueille une salle communautaire.